# Tom Simpson
Tom Simpson (Haswell, comtat de Durham, 30 de novembre de 1937 - Ventor, 13 de juliol de 1967) va ser un ciclista anglès que fou professional entre 1959 i 1967. El seu reeixit palmarès va quedar enterbolit per la tràgica mort a les rampes del Ventor en una etapa del Tour de França de 1967.

## Inicis
Tom Simpson va començar a practicar el ciclisme al Club ciclista de Harworth, on la família s'havia traslladat després de la Segona Guerra Mundial, passant posteriorment al Rotherham's Scala Wheelers on va començar a guanyar curses locals. En aquest període compagina el ciclisme en ruta amb el ciclisme en pista, on comença a destacar i és seleccionat, amb tan sols 19 anys, per representar l'equip del Regne Unit en la prova de Persecució per equips dels Jocs Olímpics de Melbourne de 1956. A la Melbourne guanyarà la medalla de bronze formant equip amb Donald Christopher Burgess, Michael John Gambrill i John Reuben Geddes. Dos anys després tornarà a repetir l'èxit en els Jocs de la Commonwealth, disputats a Cardiff, en assolir la medalla d'argent en la prova de persecució individual rere el seu compatriota Norma L.Sheil.

## Carrera professional
L'any 1959 Tom emprèn un viatge que li canviarà la vida. S'instal·la a Saint-Brieuc amb la finalitat, per una banda de guanyar curses locals que li permetin passar a professional, i d'altra deslliurar-se de la realització del Servei Nacional. Després de dos mesos, en què aconsegueix la victòria en cinc curses, Tom comença a rebre ofertes d'equips professionals. Decideix fitxar pel Rapha Geminiani on ja militava el seu compatriota Brian Robinson. Aquest mateix any rebutja una invitació del Tour de França, ja que creu no trobar-se preparat. El seu debut en la cursa francesa es produiria l'any següent, en què acabarà 29è.
El 1961 aconsegueix la seva primera victòria rellevant amb el triomf al Tour de Flandes. Aquí comença un període de quatre anys on aconseguirà els seus majors èxits amb victòries a la Bordeus-Paris (1963), la Milà-San Remo (1964), la Volta a Llombardia (1965) i sens dubte el Campionat mundial de ciclisme en ruta de 1965 disputat a Lasarte.
A de les grans voltes va prendre part en set edicions del Tour de França acabant-ne tres edicions: 1960, 1962 i 1964; obtenint la seva millor classificació el 1962, en què acabà 6è i es convertí en el primer ciclista anglès en vestir el mallot de líder. A la Volta a Espanya va participar en l'edició de 1967 en què guanyà dues etapes.

## Mort
El matí del 13 de juliol de 1967 el Tour sortia de Marsella i Tom Simpson es trobava minvat físicament per una infecció estomacal que li havia fet perdre molt temps en les jornades prèvies. Així mateix les condicions meteorològiques (excessiva calor) i el ritme competitiu no eren els idonis pel seu estat de salut. A les primeres rampes de la gran dificultat muntanyosa del dia, el Ventor, Simpson va intentar el demarratge sent ràpidament superat pel que seria el guanyador de l'etapa, l'espanyol Julio Jiménez.
Aproximadament a dos quilòmetres del cim Simpson va començar a anar de banda a banda de la carretera caient, finalment, sobre ella. Ràpidament els ajudants del seu equip el van socórrer, però va insistir a tornar a pujar a la bicicleta. Un relat apòcrif diu que les seves últimes paraules van ser «Put me back on my bike!» («Torneu a posar-me a la bici!»), però sembla que en realitat van ser «On, on, on» («Va, va, va»). Va continuar 500 metres més, fins que va caure inconscient. Malgrat les maniobres de reanimació i de la ràpida evacuació en helicòpter, Tom Simpson va morir.
La causa de la mort va ser una insuficiència cardíaca ocasionada, probablement, per una barreja d'amfetamines (se li'n van trobar tres pots a la butxaca del seu mallot, un d'ells buit) i alcohol (alguns competidors el van veure bevent conyac al començament de l'etapa) que li van ocasionar una forta deshidratació.
L'endemà la resta de ciclistes va proposar a l'organització la suspensió de la prova, tot i que finalment es va decidir continuar, però amb la condició que l'etapa la guanyés un ciclista britànic. L'honor va recaure en Barry Hoban.

## Palmarès
- 1960
  - 1r al Tour del Sud-Est
  - 1r a la pujada del Mont Faron
  - 1r a la Poly Breton
- 1961
  - 1r al Tour de Flandes
- 1963
  - 1r a la Bordeus-París
  - 1r al Trofeu de l'Illa de Man
  - 1r a la Gold Wheel (amb Rolf Wolfshohl)
- 1964
  - 1r a la Milà-San Remo
  - 1r al Critèrium d'Issoire
- 1965
  -  Campió del món de ciclisme en ruta
  - 1r a la Volta a Llombardia
  - 1r al G.P de Vayrac
  - 1r a la Londres-Holyhead
  - 1r als Sis dies de Brussel·les (amb Peter Post)
- 1967
  - 1r a la París-Niça
  - 1r al Trofeu de l'Illa de Man
  - Vencedor de 2 etapes a la Volta a Espanya

### Resultats al Tour de França
- 1960. 29è de la classificació general
- 1961. Abandona (3a etapa)
- 1962. 6è de la classificació general. Porta el mallot groc durant 1 etapa
- 1964. 14è de la classificació general
- 1965. Abandona (20a etapa)
- 1966. Abandona (17a etapa)
- 1967. Mor durant la disputa de la 13a etapa

### Resultats a la Volta a Espanya
- 1967. 33è de la classificació general. Vencedor de 2 etapes